# Cygwin/X
Cygwin/X is een implementatie van het X Window System voor Windows. Het is onderdeel van het Cygwin-project, en wordt geïnstalleerd via het standaard installatiesysteem van Cygwin. Cygwin/X is vrije software en wordt verspreid onder de X11-licentie. Cygwin/X was oorspronkelijk gebaseerd op XFree86, maar veranderde naar X.Org vanwege de gewijzigde licentie van XFree86 die niet compatibel is met de GPL. De laatste versie is 21.1.0 en werd uitgegeven op 27 oktober 2021.